# Amleto Palermi
Amleto Palermi (Roma, 11 de julho de 1889 –Roma, 20 de abril de 1941) foi um diretor de cinema e roteirista italiano.
Palermi dirigiu 71 filmes entre 1914 e 1942. Também dirigiu La vecchia signora, que estrelou Vittorio De Sica em seu primeiro filme sonoro.

## Filmografia selecionada
- La dama de Chez Maxim's (1923)
- Gli ultimi giorni di Pompei (1926)
- Die Flucht in die Nacht (1926)
- La vecchia signora (1932)
- La segretaria per tutti (1933)
- Il signor Max (1937)
- Vivere! (1937)
- Il corsaro nero (1937)
- Napoli d'altri tempi (1938)
- Napoli che non muore (1939)
- La Peccatrice (1940). Obra prima do Autor.
- San Giovanni decollato (1940)[1]